# Гусейнов, Тофик Вагиф оглы
Тофик Вагиф оглы Гусейнов (азерб. Tofiq Vaqif oğlu Hüseynov; род. 1 февраля 1974, Артаниш, Красносельский район) — первый заместитель командующего Внутренними войсками Азербайджана — начальник штаба, генерал-майор.

## Жизнь и деятельность
Тофик Гусейнов родился 1 февраля 1974 года в селе Артаниш Красносельского района Армянской ССР. В 1992—1993 годах участвовал в боях за суверенитет и территориальную целостность Республики в период действительной военной службы в Пограничных войсках Азербайджанской Республики. За успешные результаты служебной деятельности награжден различными наградами.
В 1993—1997 годах учился в Бакинском высшем объединенном командном училище. Окончил юридический факультет Нахичеванского государственного университета и Военную академию Вооруженных Сил Азербайджанской Республики.
В 1997—2003 годах служил в Пограничных войсках Министерства национальной безопасности в должностях заместителя начальника погранзаставы, начальника погранзаставы, заместителя командира пограничной комендатуры — начальника штаба.
В 2003—2008 годах служил старшим офицером и командиром мобильного батальона в Государственной пограничной службе.
С 2008 по 2017 год проходил службу в должностях старшего офицера оперативного отдела Департамента оперативной и боевой подготовки Главного управления внутренних войск МВД, заместителя начальника по подготовке командира воинской части, и командир воинской части.
Распоряжением Президента Азербайджанской Республики № 2632 от 27 января 2017 года назначен 1-м заместителем начальника штаба внутренних войск Министерства внутренних дел.
Распоряжением Президента Азербайджанской Республики № 3681 от 15 февраля 2018 года назначен на должность 1-го заместителя командующего Внутренними войсками — начальника штаба.
Распоряжением Президента Азербайджанской Республики от 10 марта 2010 года за отличное выполнение служебных обязанностей и выполнение задач, возложенных на воинскую часть, награжден медалью «За боевые заслуги».
Распоряжением Президента Азербайджанской Республики от 11 марта 2020 года за участие в обеспечении территориальной целостности Азербайджанской Республики награжден медалью «За Родину».
Распоряжением Президента Азербайджанской Республики от 25 декабря 2020 года за личное мужество и отвагу при участии в боевых действиях во Второй карабахской войне награжден медалью «За освобождение Физули».
Распоряжением Президента Азербайджанской Республики № 3768 от 9 марта 2018 года присвоено воинское звание генерал-майор.
7 ноября 2023 года распоряжением президента Азербайджанской Республики Ильхама Алиева Заур Зейналов был награждён орденом «За службу Отечеству» III степени.

## Награды
- Медаль «За военные заслуги» (Азербайджан)
- Медаль «Ветеран Вооружённых Сил Азербайджанской Республики»
- Медаль «За безупречную службу» (Азербайджан)
- Медаль «За безупречную службу» I степени (Азербайджан)
- Медаль «За безупречную службу» II степени (Азербайджан)
- Медаль «За безупречную службу» III степени (Азербайджан)
- Медаль «За отличие в военной службе» I степени (Азербайджан)
- Медаль «За отличие в военной службе» II степени (Азербайджан)
- Медаль «За отличие в военной службе» III степени (Азербайджан)
- Медаль «10-летие Вооружённых Сил Азербайджанской Республики (1991—2001)»
- Медаль «90-летие Вооружённых Сил Азербайджанской Республики (1918—2008)»
- Медаль «95-летие Вооружённых Сил Азербайджанской Республики (1918—2013)»
- Медаль «100-летие азербайджанской армии»
- Медаль «За Родину»
- Медаль «За освобождение Физули»
- Орден «За службу Отечеству» III степени